# Dodecatheon amethystinum
Dodecatheon amethystinum là một loài thực vật có hoa trong họ Anh thảo. Loài này được (Fassett) Fassett mô tả khoa học đầu tiên năm 1931.